# Gare d'Oyonnax
La gare d'Oyonnax est une gare ferroviaire Française de la ligne d'Andelot-en-Montagne à La Cluse, située sur le territoire de la commune d'Oyonnax, dans le département de l'Ain en région Auvergne-Rhône-Alpes.
Elle est recensée à l'Inventaire général du patrimoine culturel.

## Situation ferroviaire
La gare d'Oyonnax est située au point kilométrique (PK) 103,912 sur la voie ferrée de la ligne d'Andelot-en-Montagne à La Cluse, non loin de la ligne de Bourg-en-Bresse à Bellegarde. Gare de passage, elle reçoit deux voies, la principale et celle d'évitement. Les gares suivantes sont au nord celle de Saint-Claude, et au sud celle de Bourg-en-Bresse.

## Histoire
L'emplacement de la gare, ainsi que la création de deux avenues permettant la desserte de la cour des voyageurs et des marchandises sont validés par une décision ministérielle datée du 17 novembre 1880. Les travaux de construction sont réalisés entre le 28 mars 1883 et le 16 mai 1885 pour une inauguration par le ministre des travaux publics le 17 mai 1885.
Au début du XXe siècle, est bâti un entrepôt pour l'expédition des marchandises. À l'origine, son emplacement devait être à droite de la voie, en face du bâtiment voyageurs mais sur requête des différents industriels et commerçants concernés il est construit au sud, dans son prolongement. Le développement de la plasturgie dans la Plastics Vallée et les besoins des transporteurs et des sociétés locales nécessitent que cet entrepôt soit plusieurs fois agrandi pendant le XXe siècle. Au XXIe siècle, il n'est presque plus utilisé et vendu.
En septembre 2005, les travaux de rénovation de la ligne de Bourg-en-Bresse à Bellegarde nécessitent la fermeture du tronçon reliant la gare à celle de Brion - Montréal-la-Cluse. Oyonnax devient donc provisoirement une impasse jusqu'à réouverture la ligne le 13 décembre 2010. 
La gare est aussi desservie par les TER Bourgogne-Franche-Comté en provenance du Jura et en direction de l'agglomération lyonnaise. La voie ferrée étant en mauvais état entre St Claude et Oyonnax, la circulation des trains est interrompue depuis décembre 2017 et la liaison entre ces deux villes s'effectue par autocar.

## Fréquentation
Selon les estimations de la SNCF, la fréquentation annuelle de la gare s'élève aux nombres indiqués dans le tableau ci-dessous.
| Année               | 2023    | 2022    | 2021    | 2020   | 2019    | 2018   | 2017   | 2016   | 2015    |
| ------------------- | ------- | ------- | ------- | ------ | ------- | ------ | ------ | ------ | ------- |
| Nombre de voyageurs | 128 079 | 125 454 | 108 542 | 81 885 | 102 677 | 89 149 | 93 231 | 98 712 | 103 838 |

## Services des voyageurs

### Accueil
Le bâtiment voyageurs est ouvert tous les jours, il comporte un guichet d'accueil et de vente, un distributeur automatique de titres de transports régionaux, une salle d'attente. À proximité on trouve un parking à vélo et un parking pour les véhicules. La gare comporte deux quais parallèles, reliés pour les piétons par un passage aménagé à même les voies.

### Desserte
Oyonnax est desservie par les trains TER Auvergne-Rhône-Alpes de la ligne 31 Saint-Claude-Oyonnax-Bourg-en-Bresse (Lyon).

Installations et desserte
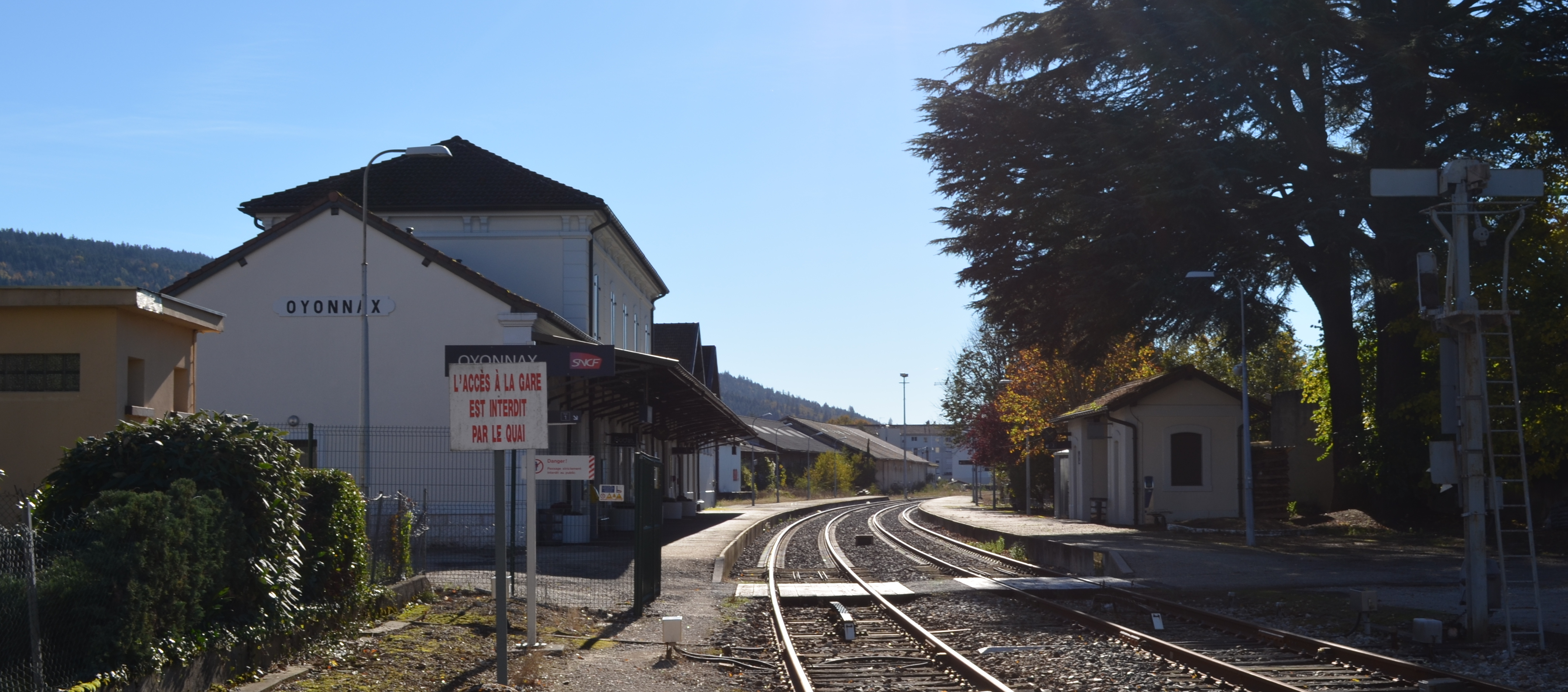
Voies et quais
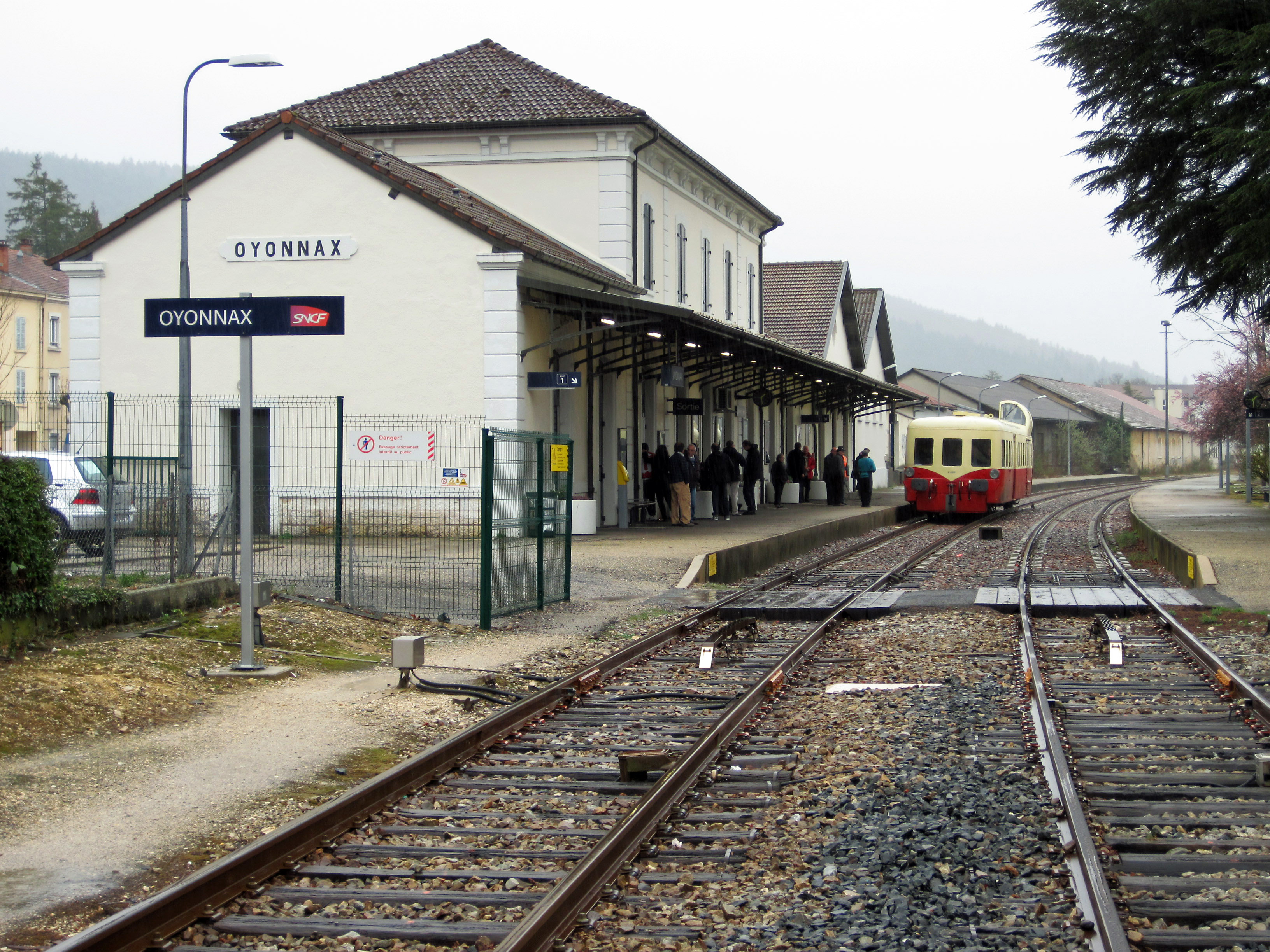
X 4039 (touristique).
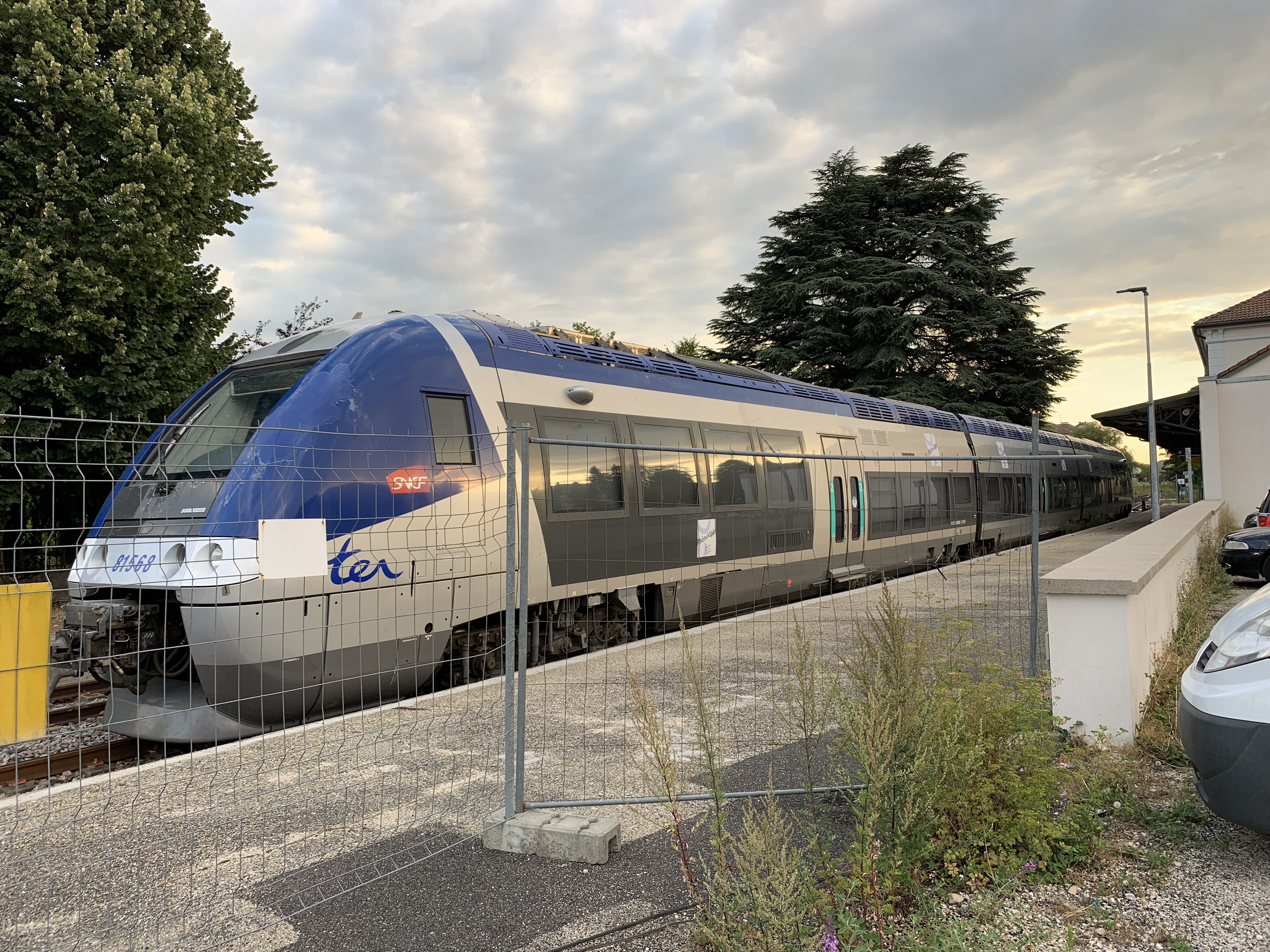
TER.

## Patrimoine ferroviaire
Le bâtiment voyageurs construit en 1885.

Bâtiment voyageurs
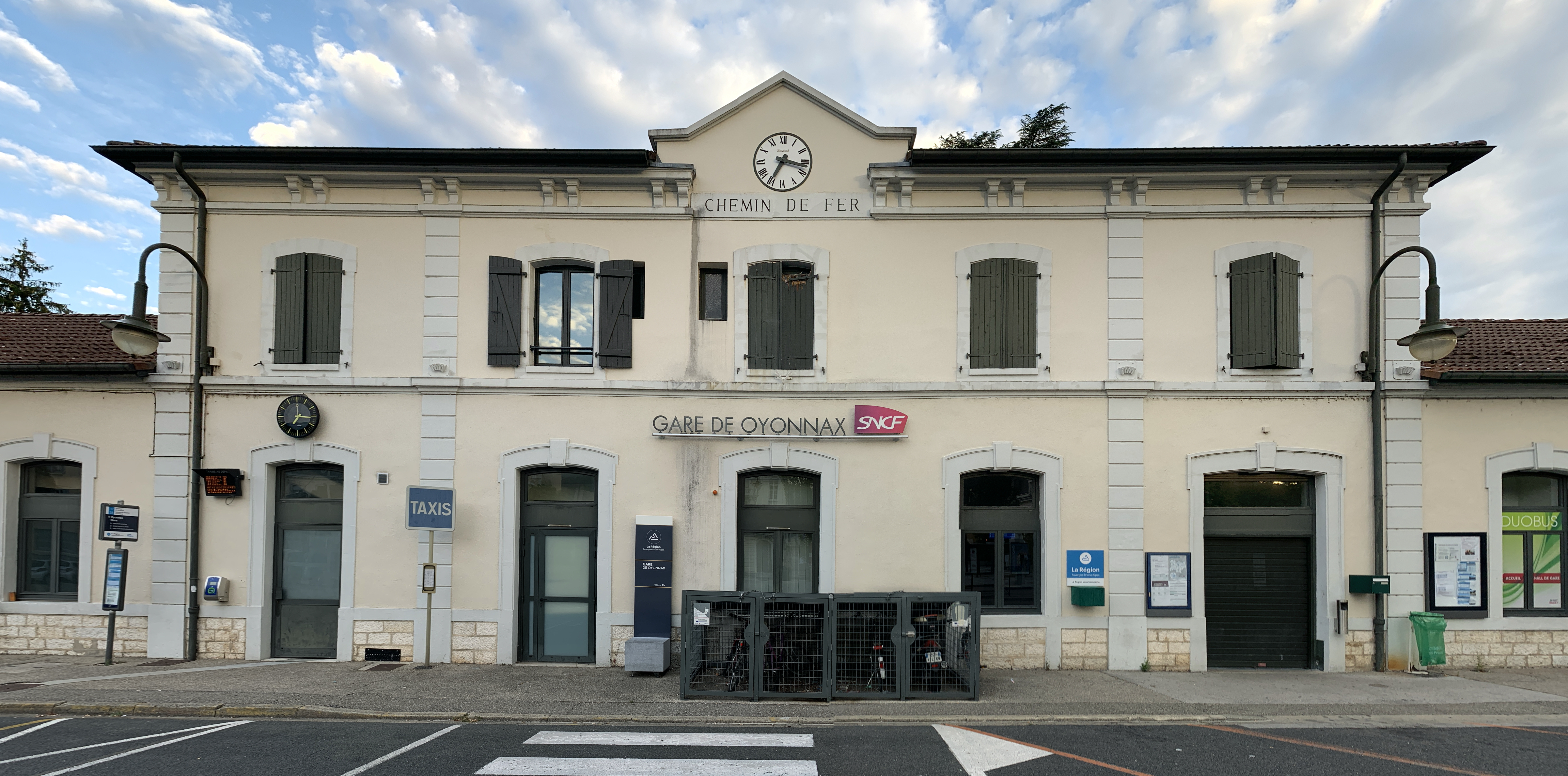
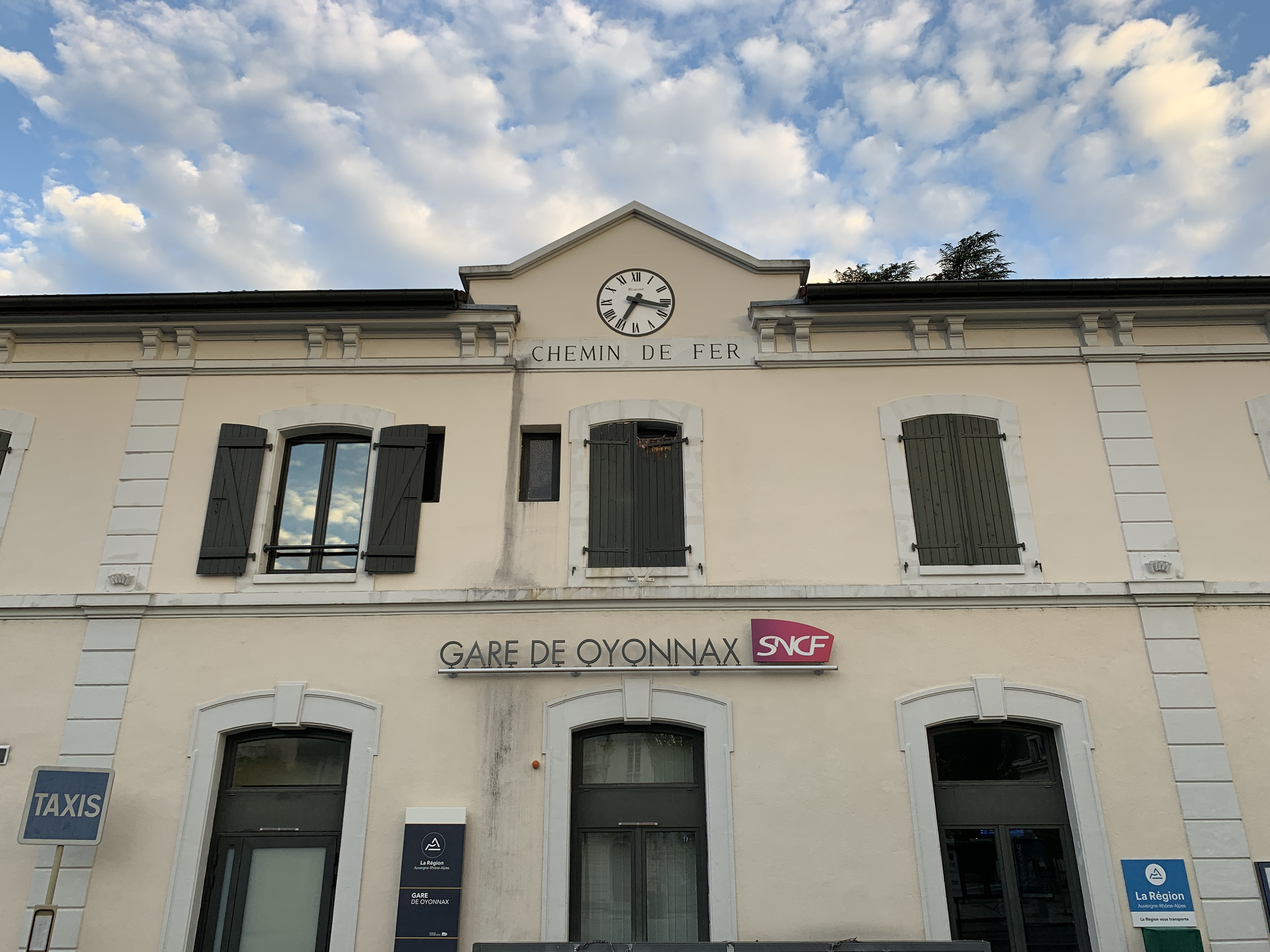
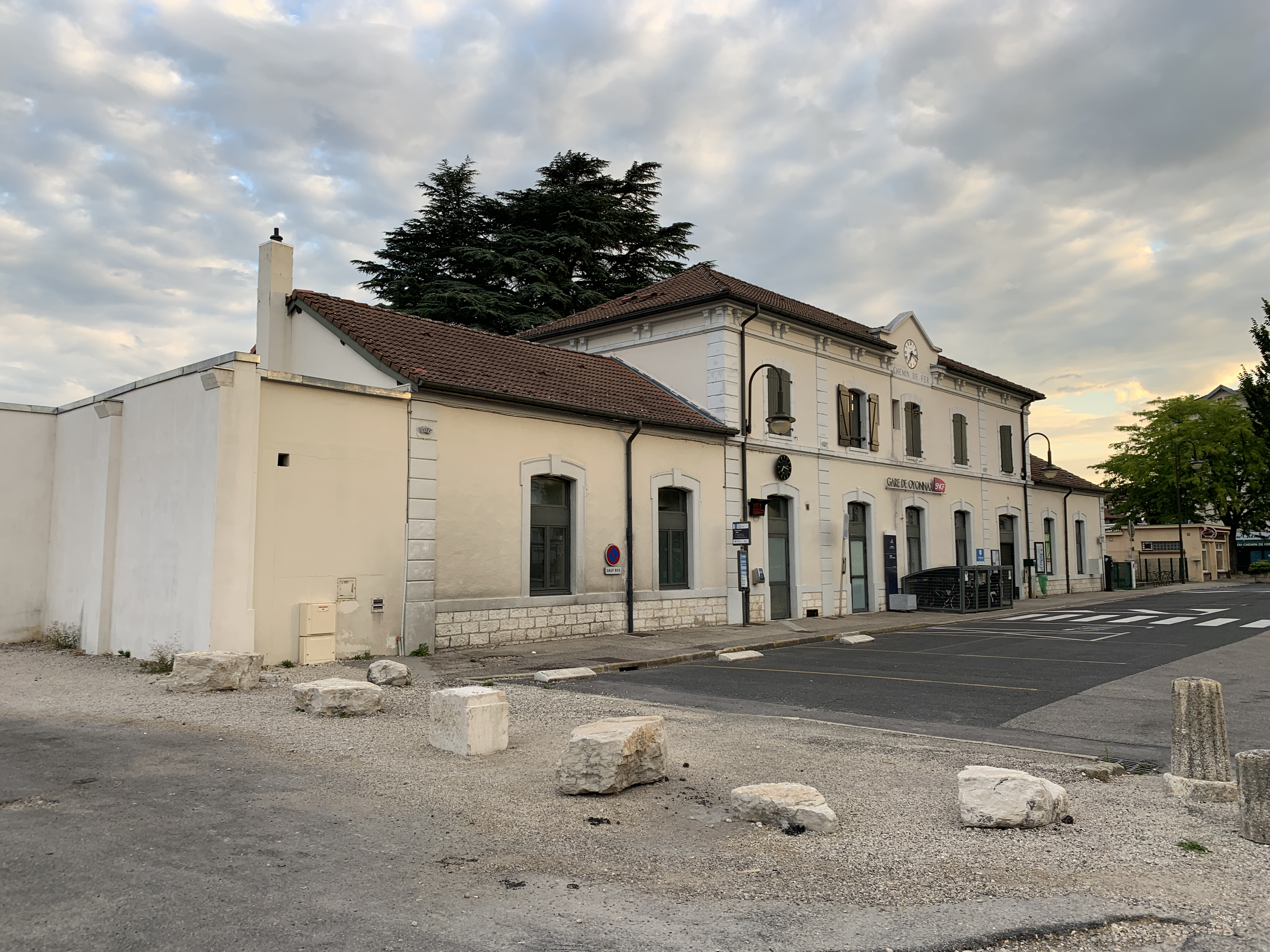